# Copestylum pictum
Copestylum pictum là một loài ruồi trong họ Ruồi giả ong (Syrphidae). Loài này được Wiedemann mô tả khoa học đầu tiên năm 1830. Copestylum pictum phân bố ở miền Tân bắc